# Keegan Palmer
Keegan Palmer (* 13. března 2003 San Diego, Kalifornie, USA) je australský skateboardista.
Narodil se v americkém San Diegu australským a jihoafrickým rodičům, se kterými se v mladém věku přestěhoval do Gold Coastu v Austrálii. Zpočátku se věnoval surfingu, brzy ale přešel na skateboarding. Ve 14 letech se stal profesionálem. Na Mistrovství světa ve skateboardingu 2019 se v disciplíně park umístil na čtvrté příčce. Zúčastnil se olympijské premiéry svého sportu a z Letních olympijských her 2020, které se kvůli pandemii covidu-19 konaly v roce 2021, si z disciplíny park přivezl zlatou medaili. Prvenství obhájil na Letních olympijských her 2024.